# قهوه داغ (اتومبیل‌دزدی بزرگ)
قهوه داغ یک بازی‌کوتاه غیرقابل دسترس است که برای بازی اتومبیل‌دزدی بزرگ: سن آندریاس سال ۲۰۰۴، توسط راک‌استار نورث توسعه یافته‌است. با انتشار مود قهوه داغ در سال ۲۰۰۵ برای ویندوز، بازتاب‌های فراوانی برای این مود به وجود آمد. این مود جنجال‌های خیلی زیادی به وجود آورد و باعث دوباره به رتبه کشیدن بازی به رده بزرگسالان توسط نظام رده‌بندی سنی بازی‌های رایانه ای (ESRB) شد.
در مود قهوه داغ، شخصیت اصلی بازی، کارل جانسون، شروع به آمیزش جنسی با دوست دختر مورد نظرش در بازی می‌کند. نام این مود، از پیشنهاد دوست دختر شخصیت اصلی به او در بازی، برای خوردن قهوه در خانه‌اش، یک واژه‌گزینی خوشایند برای آمیزش جنسی است. بعد از انجام چند مراحل بازیکن می‌تواند صحنه آمیزش جنسی را با لباس ببیند.
اگرچه این مود بعد از مدتی به‌طور کامل از کار افتاد و تنها چند وقت پس از انتشار مود برای کامپیوتر در ۹ ژوئن ۲۰۰۵ فعال باقی ماند، و حتی برای نسخه پلی‌استیشن ۲ و ایکس‌باکس هم از کار افتاد ولی بعد از آن، مردم راه‌هایی را برای راه‌اندازی دوبارهٔ این مود با استفاده از ابزارهای هک پیدا کردند. در میانه‌های ژوئیه ۲۰۰۵، کشف این بازی‌کوتاه اختلاف نظرهای زیادی را از قانون‌گذاران و سیاست‌مداران به همراه داشت و باعث دوباره به رتبه کشیدن بازی به عنوان بازی بزرگسالان توسط نظام رده‌بندی سنی بازی‌های ویدئویی شد.
نسخه به‌روزشده بازی اتومبیل‌دزدی بزرگ: سن آندریاس برای بازگردانی رتبه قبلی توسط نظام رده‌بندی سنی بازی‌های ویدئویی، با حذف کامل این منتشر شد. پچ برای نسخهٔ اصلی بازی، قهوه داغ، برای مقابله با ویرایش اسکریپت‌ها طراحی شده بود و باعث غیرفعال شدن بازی، در صورت تلاش برای دسترسی می‌شد. اما بازیکنان سعی می‌کنند که این مود را بازگردانند.